# あなたは知らない
「あなたは知らない」（あなたはしらない）は、辛島美登里の14枚目のシングル。1992年（平成4年）5月16日発売。発売元はファンハウス。

## 概要
- 5枚目のスタジオアルバム「BEAUTIFUL」の先行シングルとして発売された。
- 「あなたは知らない」はTBS系ドラマ『愛はどうだ』主題歌。
- カップリングの「See You Again」はアルバム『Birthday』からのシングルカット楽曲。
- 4枚目のVSDとして「Birthday」が1992年5月25日発売（LD同時発売、「Birthday」「See You Again」「夕映え」収録、現在廃盤）。2005年7月6日に発売された「CLIP集」[1]に収録されている。

## トラック
1. あなたは知らない (4:32)
作詞・作曲：辛島美登里、編曲：萩田光雄
2. See You Again (4:02)
作詞・作曲：辛島美登里、編曲：佐藤準
3. あなたは知らない (4:30)
（Original Karaoke）

## 関連作品
- BEAUTIFUL（あなたは知らない）
- SILENT EVE〜BALLAD SELECTION〜（あなたは知らない）
- Singles（あなたは知らない）
- EVER GREEN MIDORI KARASHIMA BEST ALBUM（あなたは知らない）
- Smile and Tears〜涙が虹にかわる瞬間〜（あなたは知らない）
- ゴールデン☆ベスト（あなたは知らない）
- オールタイム・ベスト（あなたは知らない）
- colorful（あなたは知らない-colorfulバージョン）
- Carnation（あなたは知らない-colorfulバージョン）
- Hello Goodbye（See You Again）

## 参加ミュージシャン
- Drums : Atsuo Okamoto（M1）,Hideo Yamaki（M2）
- Electric Bass : Chiharu Mikuzuki（M1,M2）
- Electric Guitar : Masaki Matsubara（M1）,Hideo Saitoh（M2）
- Acousutic Guitar : Toshiaki Usui（M2）
- Keyboard : Nobuo Kurata（M1）,Kazuo Ohtani（M1）,Yoshihiro Tomonari（M2）Jun Satoh（M2）
- Chorus : Kiyoshi Hiyama（M2）,Jun Satoh（M2）
- Strings : Masatsugu Shinozaki Strings（M1）
- Synthesizer Programmer : Takayuki Negishi（M1）,Tatsuhiko Mori（M1）,Keishi Urata（M2）